# 拉谢
拉谢（加利西亞語發音：[ˈlaʃe]） 是西班牙加利西亚自治区拉科鲁尼亚省西北部的一个沿海市镇。根据2011年的统计，拉谢有84.35%的居民会说加利西亚语。

## 地名
拉谢在卡斯蒂利亚语中也有表记为“Lage”或“Laje”的情况。据考证，该地名可能来自凯尔特语，中世纪晚期的拼写为“Lagena”。

## 人口
| 拉谢历史人口变化图     |
|                        |
| 来源：西班牙国家统计局 |

## 图集

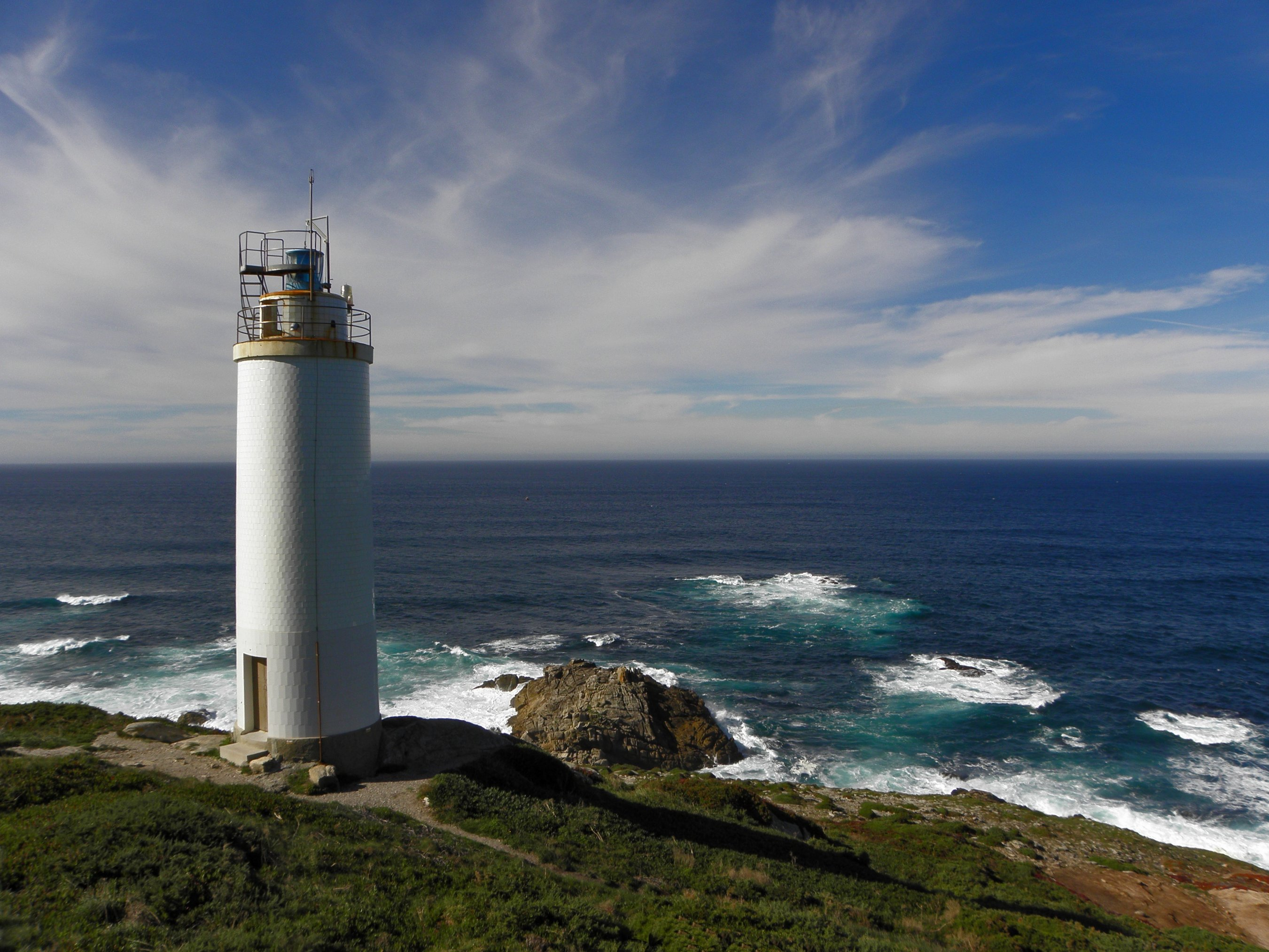
灯塔
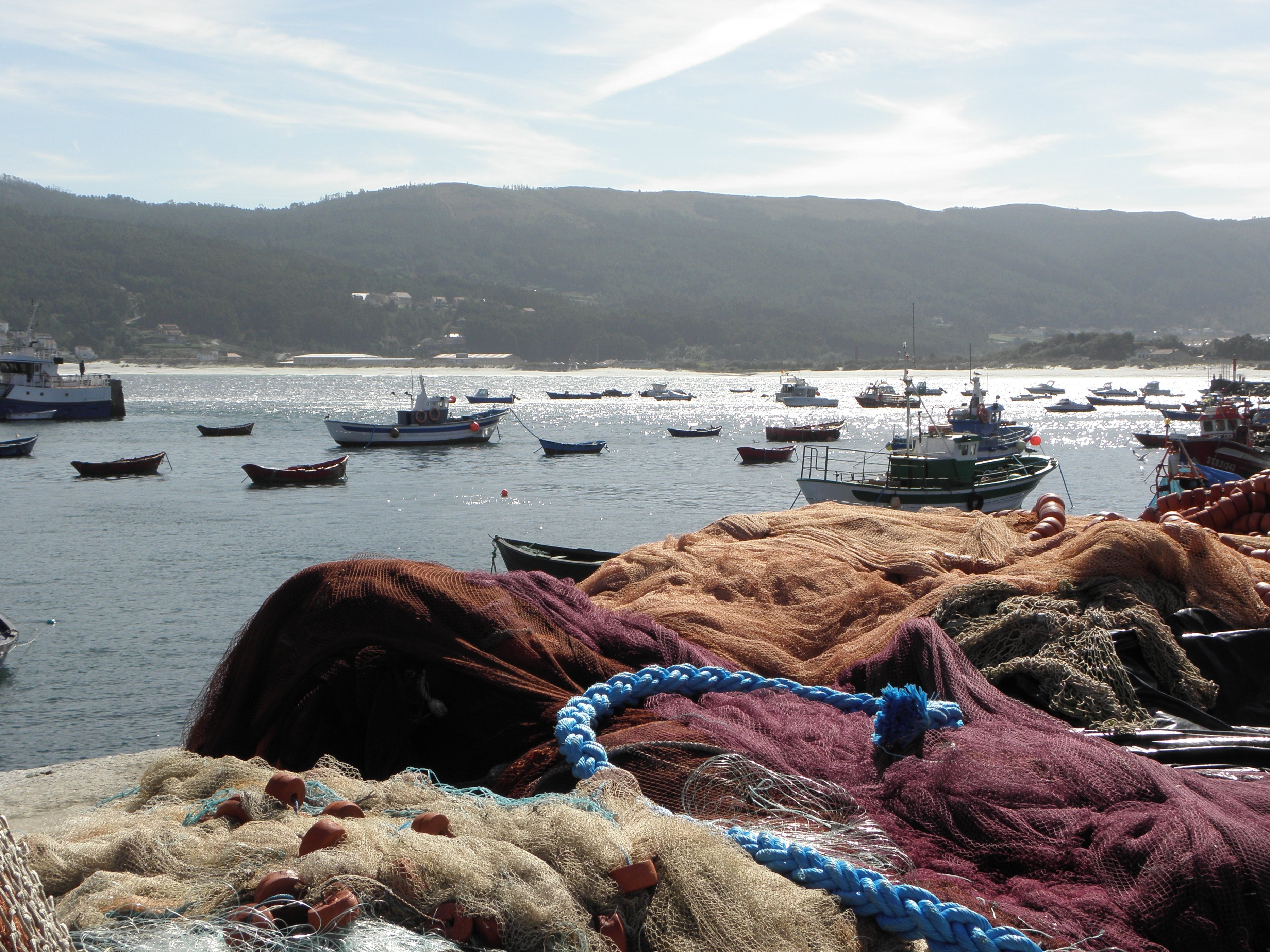
港口
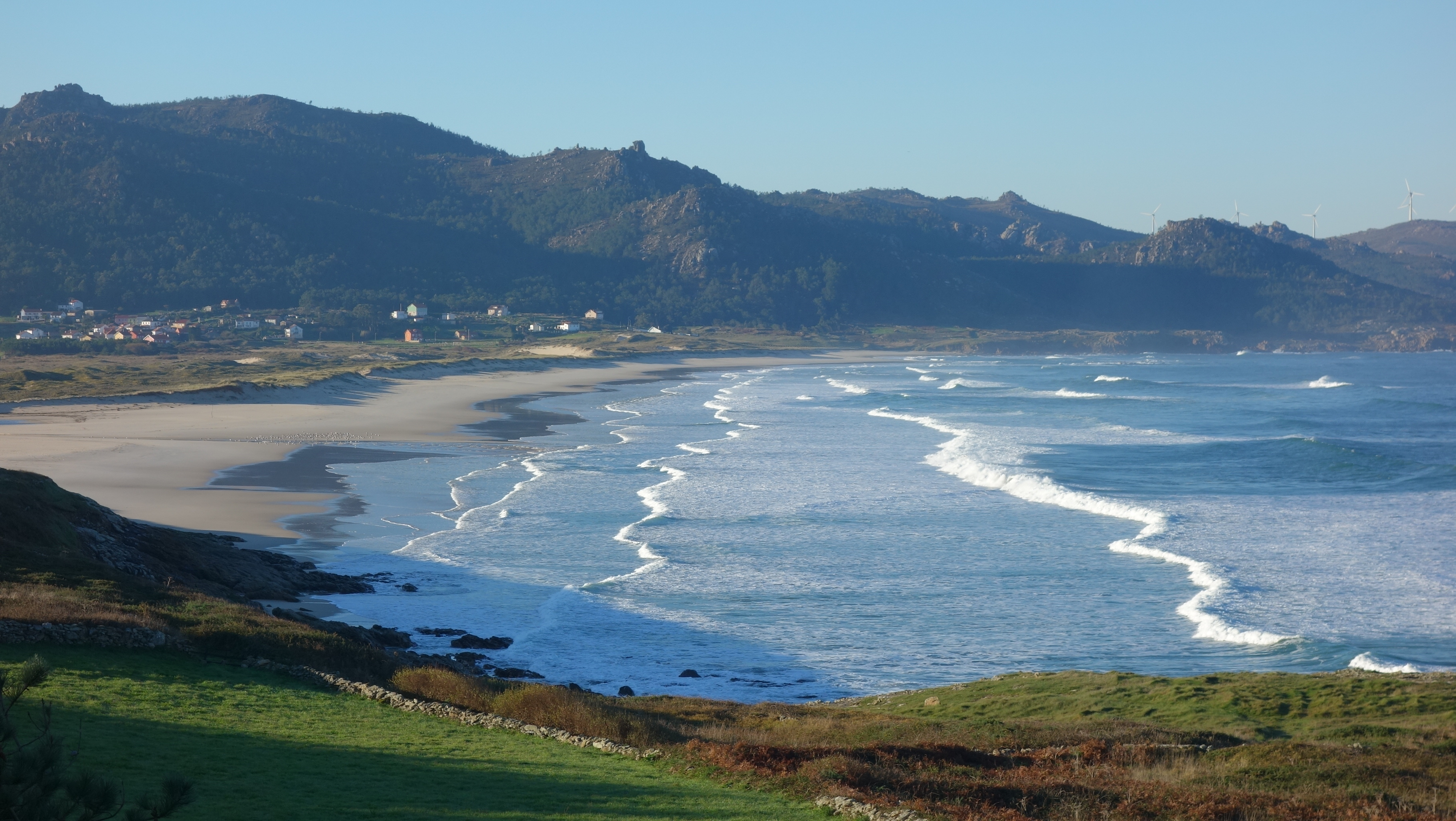
海滩